# Pseudomuscari chalusicum
Pseudomuscari chalusicum là một loài thực vật có hoa trong họ Măng tây. Loài này được (D.C.Stuart) Garbari miêu tả khoa học đầu tiên năm 1970.